# 쌍방울 레이더스의 한국 프로 야구상 수상자
다음은 쌍방울 레이더스 선수 중 야구 관련 상을 받은 선수들의 목록이다.

## 역대 골든글러브 수상자
1992년
- 김기태(지명타자)

1993년
- 김광림(외야수)
- 김기태(지명타자)

1994년
- 김기태(지명타자)

1995년
- 김광림(외야수)

1996년
- 박경완(포수)

1997년
- 최태원(2루수)

## 역대 개인 기록 수상자(투수 부문)

### 다승
- 1997년 김현욱 20승(모두 구원) 2패

### 평균자책점(자책점)
- 년도 선수 이닝 - 자책 - 평균자책점
- 1997년 김현욱 157 2/3 - 33 - 1.88

### 최다 세이브 포인트(세이브+구원승)
- 1993년 조규제 7구원승 27세이브 34SP

### 최다 세이브(구원승 제외)
- 1991년 조규제 27세이브

## 역대 개인 기록 수상자(타자 부문)

### 수위 타자(타율1위)
- 1995년 김광림 419타수 141안타 타율 0.337
- 1997년 김기태 390타수 134안타 타율 0.344

### 최다 안타
- 1995년 최태원 147안타

### 최다 홈런
- 1994년 김기태 25홈런

### 최고 장타율
- 1994년 김기태 0.590
- 1997년 김기태 0.636

### 최고 출루율
- 1992년 김기태 0.461
- 1997년 김기태 0.453

## 역대 신인왕
- 1991년 조규제(투수)

## 같이 보기
- 쌍방울 레이더스
- 쌍방울 레이더스 연도별 선수 명단
- 쌍방울 레이더스의 역대 외국인 선수 목록